# Episodi di Cisco Kid (sesta stagione)
La sesta stagione della serie televisiva Cisco Kid è andata in onda negli Stati Uniti dal 6 ottobre 1955 al 22 marzo 1956 in syndication.
| nº | Titolo originale            | Prima TV USA     |
| -- | --------------------------- | ---------------- |
| 1  | A Quiet Sunday Morning      | 6 ottobre 1955   |
| 2  | Arroyo Millionaire's Castle | 13 ottobre 1955  |
| 3  | Witness                     | 20 ottobre 1955  |
| 4  | Choctaw Justice             | 27 ottobre 1955  |
| 5  | New York's Finest           | 3 novembre 1955  |
| 6  | Cisco and the Tappers       | 3 novembre 1955  |
| 7  | Young Blood                 | 10 novembre 1955 |
| 8  | School Marm                 | 17 novembre 1955 |
| 9  | Bounty Men                  | 24 novembre 1955 |
| 10 | Quick on the Trigger        | 1º dicembre 1955 |
| 11 | Gold, Death and Dynamite    | 8 dicembre 1955  |
| 12 | Jumping Beans               | 15 dicembre 1955 |
| 13 | Ambush                      | 22 dicembre 1955 |
| 14 | Six Gun Cupids              | 29 dicembre 1955 |
| 15 | Strangers                   | 5 gennaio 1956   |
| 16 | The Joker                   | 12 gennaio 1956  |
| 17 | Man with the Reputation     | 19 gennaio 1956  |
| 18 | The Epidemic                | 26 gennaio 1956  |
| 19 | Mr. X                       | 2 febbraio 1956  |
| 20 | Roundup                     | 9 febbraio 1956  |
| 21 | He Couldn't Quit            | 16 febbraio 1956 |
| 22 | Kilts and Sombreros         | 23 febbraio 1956 |
| 23 | West of the Law             | 1º marzo 1956    |
| 24 | Dangerous Shoemaker         | 8 marzo 1956     |
| 25 | Magician of Jamesville      | 15 marzo 1956    |
| 26 | Tangled Trails              | 22 marzo 1956    |

## A Quiet Sunday Morning
- Diretto da:
- Scritto da:

### Trama
- Interpreti: Duncan Renaldo (The Cisco Kid), Leo Carrillo (Pancho), Frank Richards (Grant), Richard Castle (Kenny Marsh), Elsie Baker (Mrs. Sims), Margie Moran (June Sims), Chuck Carson (vittima rapina) Bob Reeves (sceriffo Sims)

## Arroyo Millionaire's Castle
- Diretto da:
- Scritto da:

### Trama
- Interpreti: Duncan Renaldo (The Cisco Kid), Leo Carrillo (Pancho), Wayne Mallory (Carl White), Britt Wood (Grampus White), Mort Mills (sceriffo Tom Roscoe), Gene Covelli (Steve)

## Witness
- Diretto da:
- Scritto da:

### Trama
- Interpreti: Duncan Renaldo (The Cisco Kid), Leo Carrillo (Pancho), Tristram Coffin (Chet Morton), Terry Frost (scagnozzo Dorf), Russ Whitney (Express Agent Cartright), Melinda Plowman (Carol Cartright)

## Choctaw Justice
- Diretto da:
- Scritto da:

### Trama
- Interpreti: Duncan Renaldo (The Cisco Kid), Leo Carrillo (Pancho), Margaret Cahill (Molly), Paul Fierro (Fred Tofo), James Anderson (Curly), William Pullen (Charlie Ponca), Chief Yowlachie (giudice indiano)

## New York's Finest
- Diretto da:
- Scritto da:

### Trama
- Interpreti: Duncan Renaldo (The Cisco Kid), Leo Carrillo (Pancho), Tristram Coffin (Saunders), Terry Frost (Morgan), Charles Maxwell (Jeff Adams), Anna Navarro (Ruth Mallory)

## Cisco and the Tappers
- Diretto da:
- Scritto da:

### Trama
- Interpreti: Duncan Renaldo (The Cisco Kid), Leo Carrillo (Pancho), Wayne Mallory (vice Harry), Britt Wood (sceriffo), Mort Mills (Bart Stevens), Bill Catching (scagnozzo Whitey), Chuck Carson (scagnozzo Slade)

## Young Blood
- Diretto da:
- Scritto da:

### Trama
- Interpreti: Duncan Renaldo (The Cisco Kid), Leo Carrillo (Pancho), Richard Castle (Dan), Elsie Baker (Mrs. Parry), Gerald Olken (Buck), Tim Johnson (Ray)

## School Marm
- Diretto da:
- Scritto da:

### Trama
- Interpreti: Duncan Renaldo (The Cisco Kid), Leo Carrillo (Pancho), Elaine Riley (Irene Moore), Sydney Mason (Abner Gregg), Marshall Reed (Dick), Joel Ashley (Mr. Bond), Ken Miller (Jay Jones)

## Bounty Men
- Diretto da:
- Scritto da:

### Trama
- Interpreti: Duncan Renaldo (The Cisco Kid), Leo Carrillo (Pancho), Frosty Royce (Pat Pierce), Earle Hodgins (dottor Owen Desmond), Zon Murray (Ron Copeland / Norman Castle), Mickey Simpson (Wade / sergente Quinn)

## Quick on the Trigger
- Diretto da:
- Scritto da:

### Trama
- Interpreti: Duncan Renaldo (The Cisco Kid), Leo Carrillo (Pancho), Peter Mamakos (sceriffo Carter), Robin Short (Joe Wilcox), John Compton (Bob Barnes), Sue England (Laura Wilcox)

## Gold, Death and Dynamite
- Diretto da:
- Scritto da:

### Trama
- Interpreti: Duncan Renaldo (The Cisco Kid), Leo Carrillo (Pancho), Elaine Riley (Millie Stone), Steven Clark (Mel Baldwin), Marshall Reed (Dobie), Joel Ashley (Clem), Sydney Mason (sceriffo), John L. Cason (Stage Robber, filmati d'archivio), Bill Catching (secondo conducente della diligenza, filmati d'archivio), Steve Clark (primo conducente della diligenza, filmati d'archivio), Brad Johnson (guardia diligenza, filmati d'archivio), Ray Jones (rapinatore diligenza, filmati d'archivio), Cactus Mack (terzo conducente della diligenza, filmati d'archivio), Bud Osborne (quarto conducente della diligenza, filmati d'archivio), Al Wyatt Sr. (quinto conducente della diligenza)

## Jumping Beans
- Diretto da:
- Scritto da:

### Trama
- Interpreti: Duncan Renaldo (The Cisco Kid), Leo Carrillo (Pancho), Earle Hodgins (Lang), Robert Strong (Menkin), Zon Murray (Bailey), Mickey Simpson (Judd), Frosty Royce (Brewster)

## Ambush
- Diretto da:
- Scritto da:

### Trama
- Interpreti: Duncan Renaldo (The Cisco Kid), Leo Carrillo (Pancho), Anna Navarro (Elena), Paul Fierro (Ricardo Gomez), William Pullen (Cheyenne Jones), James Anderson (Iceberg Ike), Joe Dominguez (zio Alberto)

## Six Gun Cupids
- Diretto da:
- Scritto da:

### Trama
- Interpreti: Duncan Renaldo (The Cisco Kid), Leo Carrillo (Pancho), Robin Short (Ted Landry), Paula Houston (Isabel Landry), John Compton (Emery), Jackie Loughery (Ellen Marland), Peter Mamakos (Leach)

## Strangers
- Diretto da:
- Scritto da:

### Trama
- Interpreti: Duncan Renaldo (The Cisco Kid), Leo Carrillo (Pancho), John Cliff (Matt Pearson), Pierce Lyden (Carl Barton), John Halloran (Brace Haskell), Don Garner (Jerry Haskell), Kit Guard (Corral Guard)

## The Joker
- Diretto da:
- Scritto da:

### Trama
- Interpreti: Duncan Renaldo (The Cisco Kid), Leo Carrillo (Pancho), Terry Frost (Porter the Joker), John Beradino (scagnozzo Crane), Lee Morgan (scagnozzo Muscles), Joyce Jameson (Jill Stewart)

## Man with the Reputation
- Diretto da:
- Scritto da:

### Trama
- Interpreti: Duncan Renaldo (The Cisco Kid), Leo Carrillo (Pancho), Steven Clark (Branch Kennedy), Marilyn Saris (Juanita Harris), Paul Hahn (editore Trent Wilson), Joel Smith (constable Slate), Lane Bradford (John Mason), Chuck Carson (scagnozzo)

## The Epidemic
- Diretto da:
- Scritto da:

### Trama
- Interpreti: Duncan Renaldo (The Cisco Kid), Leo Carrillo (Pancho), George Meader (Doc), Leo Needham (Mackey), Jack Littlefield (scagnozzo Trim), Ward James (scagnozzo Ward), Johnny Duncan (Mail Rider)

## Mr. X
- Diretto da:
- Scritto da:

### Trama
- Interpreti: Duncan Renaldo (The Cisco Kid), Leo Carrillo (Pancho), Diana Welles (Alice Blake), Gene Roth (Tom Blake), Pierce Lyden (Dana), Don Garner (Johnny Clark), Frosty Royce (scagnozzo Frosty), Jack Tornek (scagnozzo)

## Roundup
- Diretto da:
- Scritto da:

### Trama
- Interpreti: Duncan Renaldo (The Cisco Kid), Leo Carrillo (Pancho), Joyce Jameson (Arizona Williams), John Beradino (Rick Johnson), Terry Frost (Ned), Lee Morgan (Grubstake)

## He Couldn't Quit
- Diretto da:
- Scritto da:

### Trama
- Interpreti: Duncan Renaldo (The Cisco Kid), Leo Carrillo (Pancho), Lillian Molieri (Gypsy), Charles Maxwell (sceriffo Paul Jackson), James Seay (Roy Dillon), William Fawcett (Hunt)

## Kilts and Sombreros
- Diretto da:
- Scritto da:

### Trama
- Interpreti: Duncan Renaldo (The Cisco Kid), Leo Carrillo (Pancho), Ian Murray (MacDougall), Barry Froner (Billy Walker), Sydney Mason (sceriffo Walker), Lane Bradford (capo dei fuorilegge), Joel Smith (scagnozzo)

## West of the Law
- Diretto da:
- Scritto da:

### Trama
- Interpreti: Duncan Renaldo (The Cisco Kid), Leo Carrillo (Pancho), Johnny Duncan (Mickey Doan), Fay Morley (Maria Fontaine), Leo Needham (Camden), Ward James (Durango), Kent Kimball (bambino con Pancho), Carl Mathews (cittadino)

## Dangerous Shoemaker
- Diretto da:
- Scritto da:

### Trama
- Interpreti: Duncan Renaldo (The Cisco Kid), Leo Carrillo (Pancho), Sandy Sanders (Duke Martin), Keith Richards (Simon Telford), Bruce Payne (Tom Jordan), Glenn Strange (Blake)

## Magician of Jamesville
- Diretto da:
- Scritto da:

### Trama
- Interpreti: Duncan Renaldo (The Cisco Kid), Leo Carrillo (Pancho), Earle Hodgins (Orlando), Charles Maxwell (sindaco Brandon), William Fawcett (Joe / Grampaw), James Seay (Hardy), Bert Rumsey (sceriffo)

## Tangled Trails
- Diretto da:
- Scritto da:

### Trama
- Interpreti: Duncan Renaldo (The Cisco Kid), Leo Carrillo (Pancho), Ann Duncan (Trudy Banning), William Vaughn (fuorilegge Leader), Don Mathers (Williams), Max Wagner (Nevada), Lee Morgan (Henry Banning)